# Abdel Hamid Sahil
Abdel Hamid Sahil, född 20 februari 1957, är en algerisk friidrottare. Han deltog vid olympiska sommarspelen 1980.